# Florian Marange
Florian Marange (Brugues, 3 de março de 1986) é um futebolista profissional francês que atua como defensor.

## Carreira
Florian Marange começou a carreira no Bordeaux.